# Beierius aequatorialis
Espèce
Beierius aequatorialis est une espèce de pseudoscorpions de la famille des Cheliferidae.

## Distribution
Cette espèce est endémique du Gabon.

## Publication originale
- Vachon, 1944 : Pseudoscorpions nouveaux des collections du Muséum National d'Histoire Naturelle de Paris. 4e note. Bulletin du Muséum National d'Histoire Naturelle, Paris, sér. 2, vol. 16, p. 439-441.